# مسعود کرامتی
مسعود کرامتی (زادهٔ ۹ مرداد ۱۳۳۵ در تهران) تهیه‌کننده، کارگردان و بازیگر سینما، تلویزیون و تئاتر است.

## زندگی
او متولد ۹ مرداد ۱۳۳۵ در محله حشمتیه تهران و فارغ‌التحصیل هنرهای نمایشی از دانشکدهٔ هنرهای زیبا دانشگاه تهران است. یک سال قبل از انقلاب وارد دانشکده هنرهای زیبا شد و به دلیل انقلاب فرهنگی چند سالی فعالیت‌هایش متوقف ماند و دوباره با شروع کلاس‌ها به دانشگاه بازگشت که هم‌زمان با فعالیت‌های تلویزیونی او بود. وی فعالیت هنری را سال ۱۳۵۵ پس از آشنائی با اردشیر کشاورزی با تکنیک تئاتر سایه و با اشعار مولوی آغاز کرد. پس از آن برای نخستین بار با عروسک گردانی در فیلم «شهر موشها» ساخته مرضیه برومند و محمدعلی طالبی و ایفای نقش در شب تاب، یک، دو، همه باهم وارد دنیای سینما شد. پس از آن وی با رسول ملاقلی‌پور آشنا می‌شود و دستیاری او در فیلم سینمایی «افق» را به عهده می‌گیرد که اولین تجربه او در زمینه سینمای حرفه‌ای بود. کرامتی سال ۱۳۷۱ مؤسسه سینمایی «کارنامک» را تأسیس کرد. کرامتی داماد پری امیرحمزه و باجناق امین تارخ است. اولین یا شاید به یادماندنی‌ترین اثرش فیلم «پاتال و آرزوهای کوچک» است.
وی در سال ۱۳۷۰ با فرخنده بانو شادمنش (دختر پری امیرحمزه بازیگر) ازدواج کرد. خانم شادمنش در فیلم‌های معدودی مثل چمدان (فیلم) به کارگردانی جلال مقدم بازی کرده بود؛ اما بعد از ازدواج تمایلی به ادامه بازیگری نداشت ودر سال ۱۳۹۳ درگذشت

### دیدگاه
مسعود کرامتی خرداد ۱۴۰۱ پس از تهدید سینماگران امضا کننده بیانیه «تفنگت را زمین بگذار»، به امضا کنندگان این بیانیه پیوست. مسعود کیمیایی، هانیه توسلی، ترانه علیدوستی، پگاه آهنگرانی، نازنین فراهانی، مرضیه وفامهر، امین جعفری، مانی حقیقی و کیارش اسدی‌زاده از دیگر امضا کنندگان این بیانیه بودند.
در همین ارتباط محمد رسول‌اف و مصطفی آل‌احمد هم به عنوان منتشر کنندگان بیانیه بازداشت شدند.

## آثار

### بازیگر
- جان سخت (۱۴۰۳)
- جنگل آسفالت (۱۴۰۳)
- روایت ناتمام سیما (۱۴۰۱)
- یادگار جنوب (۱۴۰۱)
- نوبت لیلی (۱۴۰۱)
- کافه (۱۴۰۰)
- شب طلایی (۱۴۰۰)[۷]
- خسوف (۱۴۰۰)
- میدان سرخ (۱۴۰۰)
- ارثیه پدری (۱۳۹۹-۱۴۰۱)
- جان دار (۱۳۹۸)
- چشم و گوش بسته (۱۳۹۷)
- نجوا (۱۳۹۶)
- هیئت مدیره (۱۳۹۶)
- محکومین (۱۳۹۶)
- چهارراه استانبول (۱۳۹۶)
- لاک قرمز (۱۳۹۴)
- گذر موقت(۱۳۹۴)
- سر به راه (۱۳۹۳)
- لامپ ۱۰۰ (۱۳۹۲)
- ضد گلوله (۱۳۹۰)
- دستهٔ بازنده‌ها (۱۳۸۹)
- ترانه کوچک من (۱۳۸۸)
- نخودی (۱۳۸۸)
- بی گناهان (۱۳۸۶)
- راه بی پایان (۱۳۸۵)
- رو به آسمان (۱۳۸۴)
- باغ‌های کندلوس (۱۳۸۳)
- هتل (۱۳۷۸)
- سفر به چزابه (۱۳۷۴)
- سفر به چزابه (مجموعه تلویزیونی) (۱۳۷۴)
- پناهنده (۱۳۷۲)
- مجنون (۱۳۶۹)
- میهمان ناخوانده (۱۳۶۷)

### صداپیشه
- گلنار (۱۳۶۴)
- خونهٔ مادر بزرگه (۱۳۶۶)
- نه سالگی یا بام بالا (۱۳۹۹)
- شهرک کلیله و دمنه (۱۴۰۱)

### بازیگردان عروسکی
- شهر موش‌ها (۱۳۶۴)

### کارگردانی
- یادداشت‌های یک زن خانه‌دار (۱۳۹۴)
- اپیزود «بن‌بست» از گنجشکک اشی مشی (۱۳۹۲)
- ترانه کوچک من (۱۳۸۸)
- روشنایی‌های شهر (۱۳۸۵)
- روز کارنامه (۱۳۸۱)
- کودکانه (۱۳۸۱)
- چراغ جادو (۱۳۷۹) کارگردانی مشترک با (همایون اسعدیان)
- خانه نیکو (۱۳۷۹)
- خانه ما (۱۳۷۹)
- کمین (۱۳۷۹)
- دریچه[۸] (۱۳۷۵)
- پزشکان (۱۳۷۷)
- مرغابی وحشی (۱۳۷۰)
- فقط بیست (۱۳۷۰)
- مسافرخانه (۱۳۶۸)
- پاتال و آرزوهای کوچک (۱۳۶۸)

### کارگردانی فیلم مستند
- دریچه (۱۳۷۴)
- بچه‌های هامون (۱۳۷۴)

### دستیار کارگردان
- دزد عروسک‌ها (۱۳۶۸)
- افق (۱۳۶۷)

### فیلم نامه
- بازنویسی فیلمنامهٔ مرغابی وحشی (۱۳۷۰)
- مشاور فیلمنامهٔ مدرسه پیرمردها (۱۳۷۰)
- فیلمنامه آینه و مرداب (۱۳۷۲)

### تهیه‌کننده
- مجنون (۱۳۶۹)

## جوایز و افتخارات
- پروانه زرین بهترین کارگردان: روز کارنامه (۱۳۹۲)[۹][۱۰]
- پروانه زرین بهترین کارگردان: فقط بیست (۱۳۸۹)[۱۱]
- پروانه زرین بهترین کارگردان: جایزه ویژه هیئت داوران: بن‌بست گنجشک اشی مشی[۱۱]
- کتاب زرین جشنوارهٔ رشد: روز کارنامه[۱۲]
- تندیس زرین جشنوارهٔ رشد: چلچله بهترین فیلم نامه روز کارنامه[۱۳]
- یاس زرین جشنوارهٔ جام جم: بهترین کارگردانی[۱۴]
- جایزهٔ ویژه منتقدین جشنوارهٔ کودک: بهترین کارگردانی "بن‌بست گنجشک اشی مشی